# Deste Mundo e do Outro
Deste Mundo e do Outro é uma obra de José Saramago, lançado em 1971 pela Editorial Arcádia, composto por 61 crónicas escritas entre 1968 e 1969 publicadas na A Capital.
Como nas crônicas A Bagagem do Viajante, encontramos textos com temáticas que refletem a situação Portugal sobretudo no que tange à administração de Marcelo Caetano.
Foi considerado pelo crítico João Palma Ferreira "um dos mais belos livros de crónicas até agora [1971] publicados em Portugal". Extenso poema em prosa, lembra-nos algumas das melhores páginas do Diário de Miguel Torga".

## Crónicas e Contos
- A cidade
- Um Natal há cem anos
- A aparição
- O sapateiro prodigioso
- Carta para Josefa, minha avó
- O meu avô, também
- O amola-tesouras
- Ninguém se banha duas vezes no mesmo rio
- As "bondosas"
- Cai no céu
- Nasce na serra de Albarracin, em Espanha
- Viagem na minha terra
- As palavras
- São asas
- A ponte
- O cego do harmónio
- Os olhos de pedra
- O inevitável poente
- Às vezes, a manhã ajuda
- Travessa de André Valente
- Três horas da madrugada
- Cismando no sismo
- O fato virado
- Jardim no Inverno
- Hip, hip, hippies!
- "C'est la rose..."
- Discurso contra o lirismo
- A menina e o baloiço
- Alice e as maravilhas
- A ilha deserta
- A vida suspensa
- Vendem os deuses o que dão
- Um encontro na praia
- A vida é uma longa violência
- O grupo
- A palavra resistente
- Receita para matar um homem
- Os animais doidos de cólera
- A nova Verônica
- O Direito e os sinos
- Esta palavra esperança
- Almeida Garrett e Frei Joaquim de Santa Rosa
- Nós, portugueses
- Manuscrito encontrado numa garrafa
- Carta de Ben Jonson aos estudantes de Direito que representaram "Volpone"
- "A nua verdade"
- Graça e desgraça de mestre Gil
- Os navegadores solitários
- "Salta, cobarde"
- O cálculo
- O planeta dos horrores
- Um azul para Marte
- Coração e Lua
- A neve preta
- A Lua que eu conheci
- Um salto no tempo
- Cada vez mais sós
- Noite de Verão
- As férias
- O sorriso
- O Verão